# Mélissa Theuriau
Mélissa Theuriau (Échirolles, 18 de julio de 1978) es una periodista y presentadora de noticias francesa.

## Carrera periodística
Después de un año en la facultad de Derecho, Theuriau se graduó en el Instituto de Comunicaciones y Medios (Institut de la Communication et des Médias), de la Universidad Université Stendhal - Grenoble III en Échirolles. Tuvo su salto a la fama por medio de sus reportajes y viajes para el programa "La Chaîne Info" (LCI), el canal de noticias, y para TF1. Sus programas fueron LCI Matin (LCI Morning), durante las noticias a las 6:40 a. m. en LCI y en TF1 de lunes a jueves, así como el programa Voyages (Viajes) los viernes a las 13:55 en LCI.
En mayo de 2006, sorprendió a la gerencia de TF1 al rehusar ser la anfitriona de noticias los fines de semana en la mañana, como reemplazante de la anfitriona, Claire Chazal. En junio de 2006, M6, otro canal de noticias francés, anunció su llegada para septiembre como redactora jefe y presentadora de Zone interdite, un programa semanal sobre reportajes investigativos. En agosto de 2012, dejó "Zone Interdite" y presenta su último espectáculo el 29, siendo descalzo. También presenta Un jour, une Photo y 2, 3 jours avec moi en el canal francés de televisión, Paris Première.

## En la cultura popular
Mélissa Theuriau se ha convertido en un fenómeno de internet, videos subidos a YouTube por usuarios han sido visitados más de un millón de veces. Theuriau se declaró sorprendida por este fenómeno, diciendo: "No puedo explicarlo... yo no estoy buscando esta publicidad."
En 2006, el Daily Express la votó como la reportera de noticias más hermosa del mundo. Fue también votada como la "Presentadora de TV más sexy" por los lectores de la edición estadounidense de Maxim. En mayo de 2007, fue votada la mujer más hermosa del mundo en la edición francesa de FHM. Paris Match se refirió a ella como la la bombe cathodique ("the television bombshell").
En 2006, Voici, una revista amarilla de Francia, publicó fotos suyas en que aparece topless en una playa. Sus abogados han intentado reiteradamente retirar estas imágenes de internet.